# NGC 5507
NGC 5507 este o astrophysical x-ray source⁠(d) situată în constelația Fecioara. A fost descoperită în 15 aprilie 1787 de către William Herschel. Se află la o distanță de 28,5 de megaparseci de Pământ.